# Eupithecia semilignata
Eupithecia semilignata är en fjärilsart som beskrevs av W. Warren 1906. Eupithecia semilignata ingår i släktet Eupithecia och familjen mätare. Inga underarter finns listade i Catalogue of Life.